# Loi Moyano
 (avril 2024).
Si vous disposez d'ouvrages ou d'articles de référence ou si vous connaissez des sites web de qualité traitant du thème abordé ici, merci de compléter l'article en donnant les références utiles à sa vérifiabilité et en les liant à la section « Notes et références ».
La loi d'instruction publique du 9 septembre 1857, plus connue sous le nom de Loi Moyano (Ley Moyano) était une loi espagnole, destinée à consolider le système éducatif du pays. Peu innovatrice, elle ne fit qu'établir légalement un système présent depuis 50 ans en Espagne ; elle a cependant formé jusque dans les années 1970 la base du système éducatif espagnol.